# Say Lou Lou
Say Lou Lou en är svensk-australisk musikduo bestående av tvillingarna Miranda Kilbey och Elektra Kilbey. Inledningsvis kallade de sig Saint Lou Lou.

## Historik
Systrarna (Anna Miranda Jansson Kilbey och Elektra June Jansson Kilbey) föddes i Sydney i Australien 7 juni 1991 efter att deras svenska mamma Karin Jansson, som tidigare spelade i punkbandet Pink Champagne, flyttat dit för kärleken till blivande pappan Steve Kilbey, sångare och musiker i The Church. 1993 separerade föräldrarna, och med mamman flyttade de till Stockholm men ägnade stora delar av barndomen med att pendla mellan världsdelarna. De flyttade tillbaka till Australien när de började high school men har framför allt haft Stockholm som bas för sin musikaliska verksamhet.
Efter att ha pysslat med musik stora delar av uppväxten bildade de 2012 duon Say Lou Lou. Namnet är en hyllning till en speciell äldre kvinnlig släkting, och det ursprungliga namnet Saint Lou Lou tvingades de 2013 ändra till det nuvarande på grund av en utdragen namntvist med en tysk sångerska med liknande artistnamn.
Duon slog igenom samma år med låten "Maybe You", som släpptes av franska skivbolaget Kitsuné Music. Say Lou Lou har sedan dess genomfört några internationella turnéer, och singeln "Julian" släpptes 6 maj 2013 via Cosmos Music Group på Say Lou Lous eget nystartade skivbolag à Deux. De säger sig föredra att ha full kontroll över hela sin verksamhet med eget bolag. Musiken de spelar har beskrivits som "drömpop", och systrarna skriver låtar tillsammans med Janne Kask och musiken produceras av Addeboy vs Cliff. De har även skrivit musik tillsammans med Joakim Berg från Kent.
År 2014 kom de med på BBC:s omröstning Sound of 2014, som listar nya musiklöften. Debutalbumet Lucid Dreaming släpptes den 24 februari 2015. Deras andra studioalbum Immortelle, släpptes 2018. I april 2024 släpptes en EP med ny musik, Dust - part 1. 

## Diskografi

### Album
- 2015 - Lucid Dreaming
- 2018 - Immortelle

### EP
- 2024 - Dust, part 1

### Singlar
- 2012 - "Maybe You"
- 2013 - "Julian"
- 2013 - "Better in the Dark"
- 2014 - "Everything We Touch"
- 2014 - "Games for Girls"
- 2015 - "Nothing but a Heartbeat"
- 2018 - "Ana"
- 2018 - "Golden Child"
- 2019 - "The Look of Love"
- 2023 - "Waiting for a boy"